# Амал Клуни
Амал Клуни (рођена Аламудин; арап.أمل علم الدين ; Бејрут, 3. фебруара 1978) либанско-британска је адвокатица специјализована за људска права, активиста и писац. Правница је у лондонској адвокатској канцеларији Даути Стрит Чемберс (Doughty Street Chambers). Међу њеним клијентима су Џулијан Асанж, оснивач Викиликса, бивша премијерка Украјине, Јулија Тимошенко, и добитница Нобелове награде Надија Мурад.
Од 2019. године именована је за специјалног изасланика владе за слободу медија.

## Младост и породица
Амал Аламудин рођена је 3. фебруара 1978. године у Бејруту. Њено име (امل ʾamal ) на арапском језику значи „нада“.
Амал потиче из угледне породице интелектуалаца. Отац Рамзи Аламудин, либански Друза, пореклом из градића Баклине, предграђа Бејрута, радио је као професор пословних студија на Америчком универзитету у Бејруту. Аутор је великог броја стручне литературе. У Либан се вратио 1991. године.
Мајка Бариа Микнас, из породице сунитских муслимана из Триполија политичка је новинарка и страни уредник панарапског листа Ал-Хајат, и оснивач компаније за односе са јавношћу.
Када је 1982. године те просторе захватио Либански грађански рат, њена породица је била присиљена да побегне.
Амал је имала две године када су се њени родитељи заједно са њом, млађом сестром Талијом и браћом Самером и Зиадом, настанила се у у Џерардс Кросу у Бакингемширу у Енглеској.

## Образовање
Основну и средњу школу (Dr Challoner's High School) завршила је у Енглеској. Студије права завршила је на Оксфвордском Универзитету, Ст. Хју Колеџу. Дипломирала је 2000. године.
Следеће 2001. године, уписала је Правни факултет Универзитета у Њујорку, где је стекла титулу мастера. Након што је дипломирала, кратко је радила за Соњу Сотомајор, судију америчког Врховног суда.
Течно говори енглески, француски и арапски језик.

## Каријера
Квалификована је да се бави адвокатуром у у Сједињеним Америчким Државама и у Уједињеном Краљевству. Примљена је у адвокатску комору у Њујорку 2002, а у Енглеској и Велсу 2010. године. Бавила се адвокатуром и у Међународном кривичном суду у Хагу.
Радила је у адвокатској канцеларији Саливан & Кромвел (Sullivan & Cromwell) у Њујорку три године, као део групе за кривичну одбрану. Међу њеним клијетима биле су и познате компаније Енрон и Артур Андерсон.
Адвокатски приправнички стаж завршила је у Међународном суду правде 2004. године.
Потом је са седиштем у Хагу радила у тужилаштву при Специјалном суду УН за Либан и у Међународном кривичном суду за бившу Југославију.
Вратила се у Британију 2010. године, и запослила се у адвокатској канцеларији Даути Стрит Чемберс (Doughty Street Chambers).
У 2013. години учествовала је у бројним комисијама Уједињених нација, била је саветник специјалног изасланика Кофија Анана за Сирију, као и саветник изасланика Бена Емерсона у истрази о употреби дронова у борби против тероризма.
Била је ангажована у веома важним случајевима; заступала је државу Камбоџу, бившег шефа либијске обавештајне службе Абдалаха Ал Сенусија, Јулију Тимошенко, Џулијана Асанжа, била је саветник краља Бахреина.

## Настава
Била је гостујући професор на Институту за људска права Правног факултета Универзитета Колумбија, за пролећни семестар 2015. и 2016. године. Заједно са Саром Клевеланд је држала курс о људским правима и судским парницама.
На пролећем семестру 2018. године предавала је на Правном факултету Универзитета Колумбија, опет са Саром Кливленд основни курс о људским правима.
Такође, предавала је међународно кривично право на Правном факултету школе оријенталних и афричких студија, Универзитета у Лондону, Новој школи у Њујорку, Хашкој академији за међународно право и Универзитету Северна Каролина на Чапел Хилу.

## Значајни случајеви
Од 2011. Амал Клуни је помагала Сталном арбитражном суду у арбитражи између фармацеутске компаније Мерк Шарп & Доме и Републике Еквадор.
Почев од 2014. године, представљала је канадског новинара Мохамеда Фахмија, који је заједно с другим новинарима био у притвору у Египту. Био је осуђен на три године затвора, изгубио поновно суђење у августу 2015. године, али га је египатски председник Абдел Фатах ел Сиси помиловао.
У октобру 2014. године ангажована је у покушају да врати Елгинове мермерне статуе у Грчку. У мају 2015. Грчка је одлучила да обустави правни поступак враћања скулптура.
У јануару 2015. године, започела је рад на признавању геноцида над Јерменима. Представља Јерменију у име Даути Стрит Чемберса заједно са са Џефријем Робертсоном. Представља Јерменију у случају против Догу Перинчека.
У марту 2015. поднела је случај против Владе Републике Филипини пред Комисијом Уједињених нација за људска права, због непрекидног притвора бивше председнице Филипина Глорије Макапагал Аројо.
У априлу 2015. године објављено је да ће Амал бити део правног тима који је бранио притвореног Мохамеда Нашида, бившег председника Малдива. Нашид је у марту 2015. године осуђен на 13 година затвора, што је окарактерисано као политички мотивисано суђење. Амнести Интернатионал описао је пресуду као "травестију правде".
Била је део правног тима који је заступао Луиса Оливије Банкола и становнике Архипелага Чагос у њиховој тврдњи  да их је Влада Велике Британије 1971. године отерала са острва Дијего Гарсија, како би направила место за америчку војну базу.
Заступала је азербејџанску новинарку Хадиџу Исмаилову на Европском суду за људска права 2016. године. Након суђења, Исмаилова је пуштена из затвора, а казна јој је смањена на условну казну од три и по године.
Заједно са Аријем Дарзјем био укључена у ослобађање двојице новинара Ројтерса, Ва Лона и Киав Сое Ооа, из Мјанмара 7. маја 2019. године.

## Награде
Студирала је Ст. Хју Колеџу на Оксфордском Универзитету, где је добила стипендију (Exhibition scholarship) и Шригли награду (Shrigley Award). Добила је и Џек Џ. Кац меморијалну награду (Jack J. Katz Memorial Award) за достигнућа на пољу права од Правног факултета Универзитета у Њујорку.
Барбара Волтерс ју је изабрала међу 10 најфасцинантнијих људи 2015. године.
Амал је била у ужем избору за најбољи стил на Британским модних наградама 2014, поред Дејвида Бекама, Кејт Мос, Кире Најтли и Еме Вотсон.

## Добротворни рад
Амал Клуни је председник Клуни фондације за правду (The Clooney Foundation for Justice), коју је основала заједно са својим мужем Џорџом 2016. године, у циљу побољшања правде у судницама, заједницама и учионицама широм света.
У сарадњи са Аурора хуманитарном иницијативом, основала је Амал Клуни школарину, која сваке године школује једну студенткињу из Либана.
Амал и њен муж, спонзоришу школовање ирачког избеглице Хазима Авдала на Универзитету у Чикагу.
После пуцњаве у Средњој школи Стонмен Даглас (Stoneman Douglas High School) 2018. године, донирали су 500,000 долара студентском протесту за контролу употребе оружја у Америци (March for Our Lives).

## Приватни живот
Верила се са америчким глумцем Џорџом Клунијем у априлу 2014. године. Упознали су се 2013. године преко заједничког пријатеља.
Венчали су се 27. септембра 2014. у Венецији у Палати Фарсети (Ca' Farsetti). Венчао их је пријатељ Џорџа Клунија, Валтер Велтони, бивши градоначелник Рима.
У октобру 2014, објављено је да је пар купио кућу на обали Темзе, у Сонингу, насељу у близини Рединга. Кућа је коштала око 10 милиона фунти.
У јуну 2017. године, родила је близанце, девојчицу Елу и дечака Александара.

## Дела и публикације
- Alamuddin, Amal (2010). „II. Before the Trial Begins; 6. Collection of Evidence”.  Ур.: Khan, Karim A. A.; Buisman, Caroline; Gosnell, Christopher. Principles of Evidence in International Criminal Justice. Oxford: Oxford University Press. стр. 231—305. ISBN 978-0-19-958892-3. OCLC 663822377.
- Alamuddin, Amal; Webb, Philippa (15. 11. 2010). „Expanding Jurisdiction over War Crimes under Article 8 of the ICC Statute”. Journal of International Criminal Justice. 8 (5): 1219—1243. ISSN 1478-1387. OCLC 775833494. doi:10.1093/jicj/mqq066.
- Alamuddin, Amal (април 2012). „Does Libya Have to Surrender Saif Al-slam Gaddafi to The Hague?” (PDF). Mizaan: The Newsletter from Lawyers for Justice in Libya (1). Архивирано из оригинала (PDF) 23. 9. 2015. г. Приступљено 28. 9. 2014.
- Alamuddin, Amal (10. 12. 2012). „Will Syria go to the ICC?” (PDF). The Lawyer. Архивирано из оригинала (PDF) 3. 6. 2016. г. Приступљено 28. 9. 2014.
- Alamuddin, Amal; Hardman, Nadia (фебруар 2014). „Separating Law and Politics: Challenges to the Independence of Judges and Prosecutors in Egypt”. Report of the International Bar Association Human Rights Institute (IBAHRI), Supported by the Open Society Foundations Arab Regional Office. Архивирано из оригинала 08. 08. 2016. г. Приступљено 01. 11. 2019. PDF Архивирано на веб-сајту  (18. октобар 2017)
- Alamuddin, Amal (2014). „The role of the Security Council in starting and stopping cases at the International Criminal Court: problems of principle and practice”.  Ур.: Zidar, Andraž; Bekou, Olympia. Contemporary Challenges for the International Criminal Court. London: British Institute of International and Comparative Law. стр. 103—130. ISBN 978-1-90522-151-6. OCLC 871319445.
- Alamuddin, Amal; Bonini, Anna (2014). „Chapter 4: The UN investigation of the Hariri assassination; The relationship between the UN investigation commission and the Special Tribunal for Lebanon: Problems of Principle and Practice”.  Ур.: Alamuddin, Amal; Jurdi, Nidal Nabil; Tolbert, David. The Special Tribunal for Lebanon: Law and Practice. Oxford: Oxford University Press. стр. 50—72. ISBN 978-0-19-968745-9. OCLC 861207456.
- Clooney, Amal (18. 8. 2014). „The Anatomy of an Unfair Trial”. Huffington Post.
- Clooney, Amal (30. 4. 2015). „Release Mohamed Nasheed –  an innocent man and the Maldives' great hope”. The Guardian (на језику: енглески).
- Clooney, Amal (14. 10. 2015). „Maldives Backslides Into Repression as the World Calls for President Nasheed's Release”. Huffington Post.
- Clooney, Amal; Webb, Philippa (2020). The Right to a Fair Trial in International Law. New York: Oxford University Press. ISBN 978-0-198-80839-8. OCLC 994411014.